# Santiago de Bougado
Santiago de Bougado is een plaats (freguesia) in de Portugese gemeente Trofa en telt 6 759 inwoners (2001).